# 八代市立第二中学校
八代市立第二中学校（やつしろしりつ だいにちゅうがっこう）は、熊本県八代市日置町にある市立中学校。

## 沿革
- 1947年（昭和22年）4月1日 - 八代市立太田郷中学校設立
- 1949年（昭和24年）4月11日 - 八代市北の丸町に移転し、八代市立第一中学校と変更
- 1950年（昭和25年）4月1日 - 八代市立第二中学校と変更

## 主な卒業生
- 山本憲子（元競泳選手、1964年東京オリンピック日本代表）